# Bad Girls (film 1994)
Bad Girls è un film western del 1994 diretto da Jonathan Kaplan.

## Trama
Per difendere una collega da un cliente aggressivo, la prostituta Cody lo uccide. Braccata dall'Agenzia Pinkerton, al soldo della vedova, la ragazza fugge con tre amiche verso il Texas inseguendo il sogno di una vita diversa, ma non sarà semplice.